# Guatteria maypurensis
Guatteria maypurensis é uma espécie de magnólia. Foi descrito pela primeira vez por Carl Sigismund Kunth .  Guatteria maypurensis pertence ao gênero Guatteria e à família Annonaceae. Não existe esse tipo listado.